# Pseudolabis dakotensis
Lo pseudolabide (Pseudolabis dakotensis) è un mammifero artiodattilo estinto, appartenente ai camelidi. Visse tra l'Oligocene superiore e il Miocene inferiore (circa 28 - 21 milioni di anni fa) e i suoi resti fossili sono stati ritrovati in Nordamerica.

## Descrizione
Questo animale era un cammello arcaico piuttosto aberrante. Di forme snelle e piuttosto gracili, Pseudolabis non doveva superare la taglia di una vigogna. 
Il cranio era relativamente "moderno", vagamente simile a quello di un lama, ma possedeva orbite molto arretrate. Era inoltre presente una fossa mascellare molto profonda. Pseudolabis è il primo camelide conosciuto a possedere una barra postorbitale completa, che andava a chiudere posteriormente l'orbita. La dentatura superiore era completa, ed era caratterizzata dal terzo incisivo, dal canino e dal primo premolare di forma caniniforme. Il canino, in ogni caso, era di piccole dimensioni. Il quarto premolare superiore era molto particolare, con una doppia mezzaluna interna; i molari, inoltre, erano simili a quelli dell'arcaico ruminante Hypertragulus per l'assenza del mesostilo.

## Classificazione
Pseudolabis dakotensis venne descritto per la prima volta da William Diller Matthew nel 1904, sulla base di resti fossili ritrovati in terreni dell'Oligocene superiore del Dakota del Sud. Altri fossili attribuiti a questa specie sono stati ritrovati in Nebraska e in Wyoming. Pseudolabis è un camelide dalle caratteristiche insolite, e per lungo tempo la dentatura particolare non ha permesso una classificazione chiara. George Gaylord Simpson istituì per questo genere una sottofamiglia a sé stante (Pseudolabidinae), considerata vicina all'origine della sottofamiglia Camelinae; revisioni più recenti, tuttavia, hanno indicato che questo animale era probabilmente un membro arcaico della sottofamiglia Stenomylinae, comprendente animali dai lunghi arti e dalla dentatura ancor più specializzata, come Stenomylus e Rakomylus (Cassiliano, 2008).